# 鉄輪むし湯

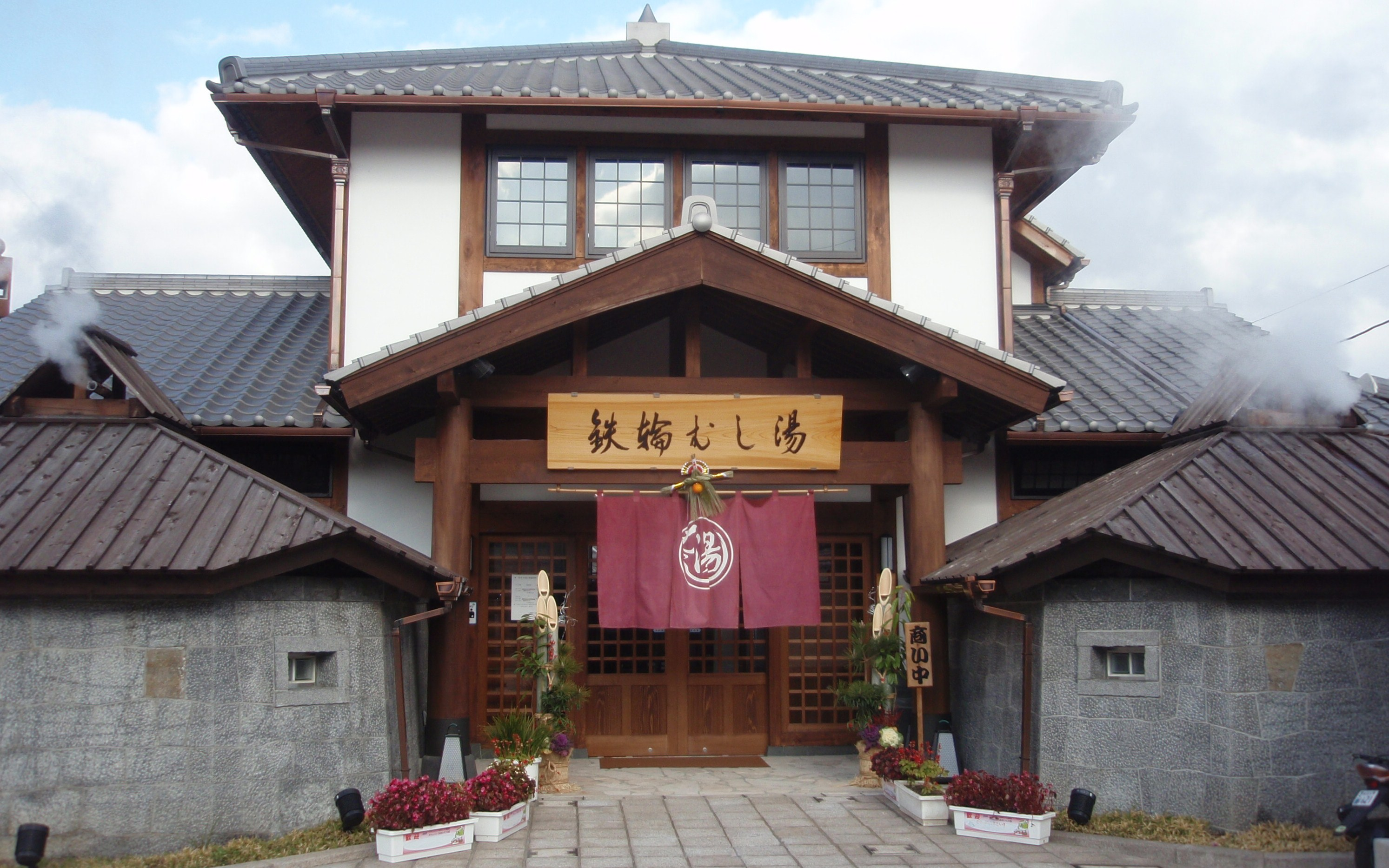
鉄輪むし湯

鉄輪むし湯（かんなわむしゆ）は、大分県別府市鉄輪上にある別府市営の共同温泉。

## 概要
別府市営温泉「鉄輪むし湯」は、別府八湯の一つ鉄輪温泉を開いた一遍上人が施浴をおこなう施設として、鎌倉時代の1276年（建治2年）に渋の湯や熱の湯とともに創設した温泉といわれる。現在の建物は、2006年（平成18年）8月にリニューアルしたもので、受付の前には一遍上人の木像が安置されている。男女別に分かれたむし湯の石室はおよそ8畳ほどの広さで、 温泉で熱せられた床の上には石菖という薬草を敷きつめ高温で蒸す状態にして、テルペン（鎮痛効果がある）を成分とする芳香を放出させて皮膚や呼吸器から体内に吸収するようにして利用する。以前のむし湯があった建物前の広場には、一遍の石像とむし湯の遺構が整備され、無料で手軽に利用出来る足湯の一種である「足蒸し」が設けられている。 

## 泉質
- 浴槽 : ナトリウム-塩化物泉[1]
- むし湯 : 単純温泉[1]
- 足蒸し : 単純温泉[1]

## 所在地
- 大分県別府市鉄輪上1組[1]